# Isaque de Manzicerta
Isaque de Manzicerta (em armênio: Սահակ Մանազկերտցի; romaniz.: Sahak Manazkertts’i) foi o católico da Igreja Apostólica Armênia de 352 a 353.

## Nome
Isaque ou Isaac são formas lusófonas derivadas do latim (Isaac) e grego (Ἰσαάκ, Isaák). Originaram-se no hebraico Ixaque (יצחק, Yiṣḥāq), "que Ele o estime". Foi registrado em armênio como Saaque (Սահակ, Sahak).

## Vida
Isaque pertenceu à segunda família eclesiástica armênia (a primeiro sendo a de Gregório, o Iluminador), descendente de Albiano de Manzicerta, os albiânidas. Sabe-se que nasceu em Manzicerta. Conseguiu a posição de católico em 352 de Farnarses de Astisata. Como seus antecessores, foi consagrado em Cesareia Mázaca na Capadócia. Parece que, ao contrário de Hesíquio, foi cauteloso e não irritou o rei, abstendo-se de criticá-lo. Narses I, o Grande o sucedeu em 353.